# 高覲昌

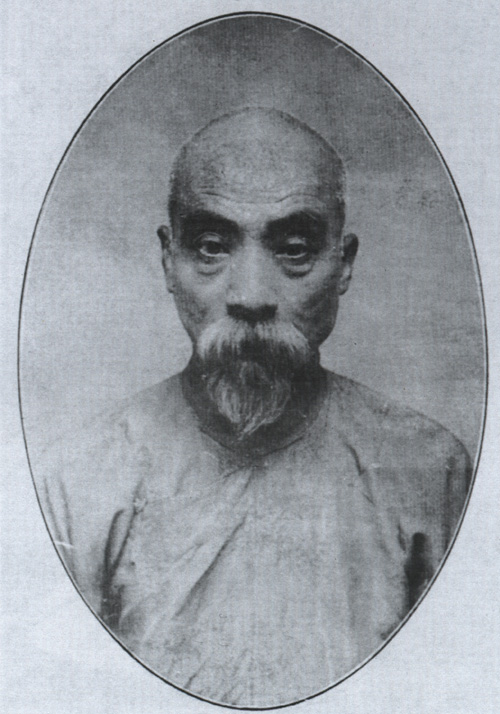
高覲昌

高觐昌（1856年—1924年），字葵北，改字遯庵，号省盦。江苏丹徒人。清朝官員。
光绪十二年（1886年）中进士；同年五月，改翰林院庶吉士。光緒十五年四月，散館，授翰林院編修。歷官广州知府、广东巡警道等職。有《葵园遯叟自订年谱》。